# Lauter (Blau)
Die Lauter ist ein etwa fünf Kilometer langer, linker Nebenfluss der Blau in Baden-Württemberg, Deutschland.
Sie wird zur Abgrenzung der nicht weit entfernten Großen Lauter auch „Kleine Lauter“ genannt.

## Lautertopf

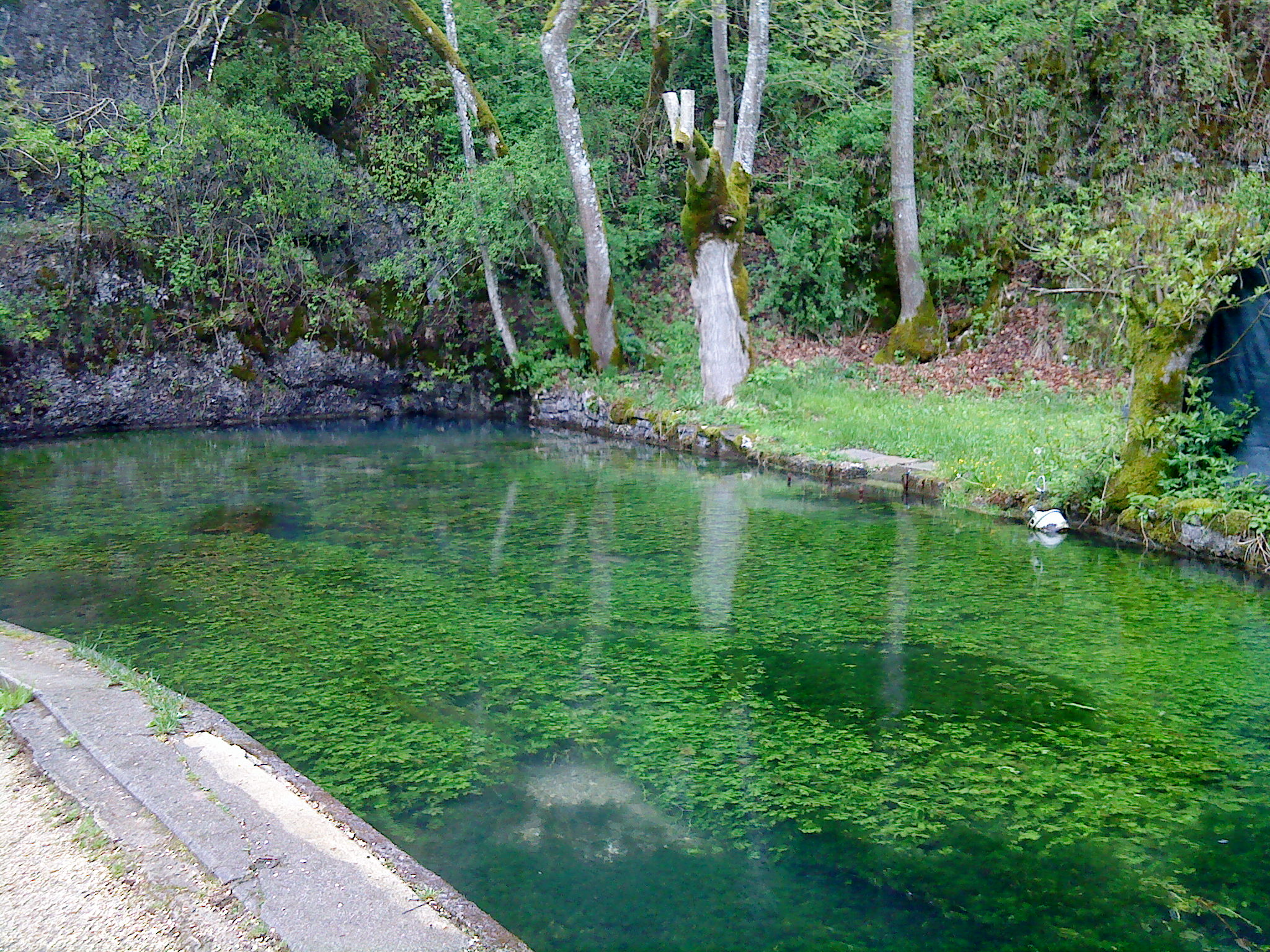
Lautertopf in Lautern

Die Lauter entspringt am Südrand der Schwäbischen Alb in Lautern, einem Stadtteil der Stadt Blaustein in einer Karstquelle, dem Lautertopf. Dieser hat eine mittlere Schüttung von 600 Litern pro Sekunde und ist eine der stärksten Quellen der Schwäbischen Alb. Neben der Quelle befindet sich die alte Pumpstation, die bereits 1873 im Rahmen der Albwasserversorgung mehrere Gemeinden mit Trinkwasser versorgte. Das ausströmende Wasser fließt in zwei Armen aus dem Quelltopf, die sich nach einigen Metern wieder vereinen.

## Verlauf
Die Lauter fließt in südöstlicher Richtung durch das etwa fünf Kilometer lange Kleine Lautertal. Es wurde 1995 als Naturschutzgebiet ausgewiesen und ist mit einer Größe von 280 Hektar das zweitgrößte im Alb-Donau-Kreis.
In Herrlingen, ebenfalls einem Stadtteil der Stadt Blaustein, mündet sie in die Blau.

## Naturschutz
Die Lauter wird trotz ihrer geringen Größe immer wieder von Kanufahrern aufgesucht. Aus Vogelschutzgründen ist das Befahren der Lauter im Naturschutzgebiet generell nicht zulässig. Ab der Naturschutzgebietsgrenze beim Steinbruch südlich von Weidach bis Herrlingen ist die Befahrung jährlich zwischen dem 1. März und dem 30. Juni für Einzelfahrer untersagt, Ausnahmegenehmigungen können von der Naturschutzbehörde Ulm erteilt werden. Organisierte Fahrten, gewerblicher Verleih und Veranstaltungen benötigen ganzjährig eine behördliche Erlaubnis.